# Антонов Юрій Олександрович
Юрій Олександрович Антонов (10 березня 1949) — російський дипломат. Генеральний консул Російської Федерації в Одесі (Україна) (2011—2014).

## Біографія
Народився 10 березня 1949 року. У 1972 році закінчив Московський державний інститут міжнародних відносин. Володіє англійською і арабською мовами.
З 1972 року на дипломатичній роботі Міністерстві іноземних справ СРСР.
У 1993—1998 рр. — генеральний консул Росії в Адені (Ємен).
У 2001—2003 рр. — заступник директора Департаменту кадрів Міністерства іноземних справ Росії.
З 13 травня 2003 по 28 січня 2008 року — Надзвичайний і Повноважний Посол Російської Федерації в Бахрейні.
У 2008—2011 рр. — заступник директора Департаменту Африки Міністерства іноземних справ Росії.
У 2011—2014 рр. — генеральний консул Росії в українському місті Одеса.

## Дипломатичний ранг
- Надзвичайний і Повноважний Посланник 2 класу (1993)[3].
- Надзвичайний і Повноважний Посланник 1 класу (2010)[4].